# Vokolida
Vokolida (in greco Βοκολίδα?; in turco: Bafra) è un villaggio della penisola del Karpas nel nord dell'isola mediterranea di Cipro. Il villaggio si trova de facto nel distretto di Iskele della Repubblica Turca di Cipro del Nord, mentre de iure appartiene al distretto di Famagosta della Repubblica di Cipro. Vokolida prima del 1974 era abitata da greco-ciprioti. 
Il villaggio aveva una popolazione di 1.019 abitanti nel 2011.

## Geografia fisica
Bafra si trova nella penisola del Karpas, un chilometro e mezzo a sud di Tavrou (Pamuklu).

## Origini del nome
Goodwin sostiene che Vokolida significa "pastorella" in greco antico. I turco-ciprioti ribattezzarono il villaggio Bafra nel 1975. Bafra è una regione della Turchia ma anche il nome di una marca di sigarette. Molti villaggi della regione di Karpasia/Karpaz sono stati rinominati con il nome di alcune marche di sigarette nel 1975, così Vothylakas è diventato Derince, Vasili è diventato Gelincik, Gialousa è diventato Maltepe (poi Yeni Erenköy) e Agia Trias è diventato Sipahi. La spiegazione comune per questa scelta di nomi è che all'inizio degli anni '70 la regione della Karpasia/Karpaz era la principale area di coltivazione del tabacco di Cipro.

## Società

### Evoluzione demografica

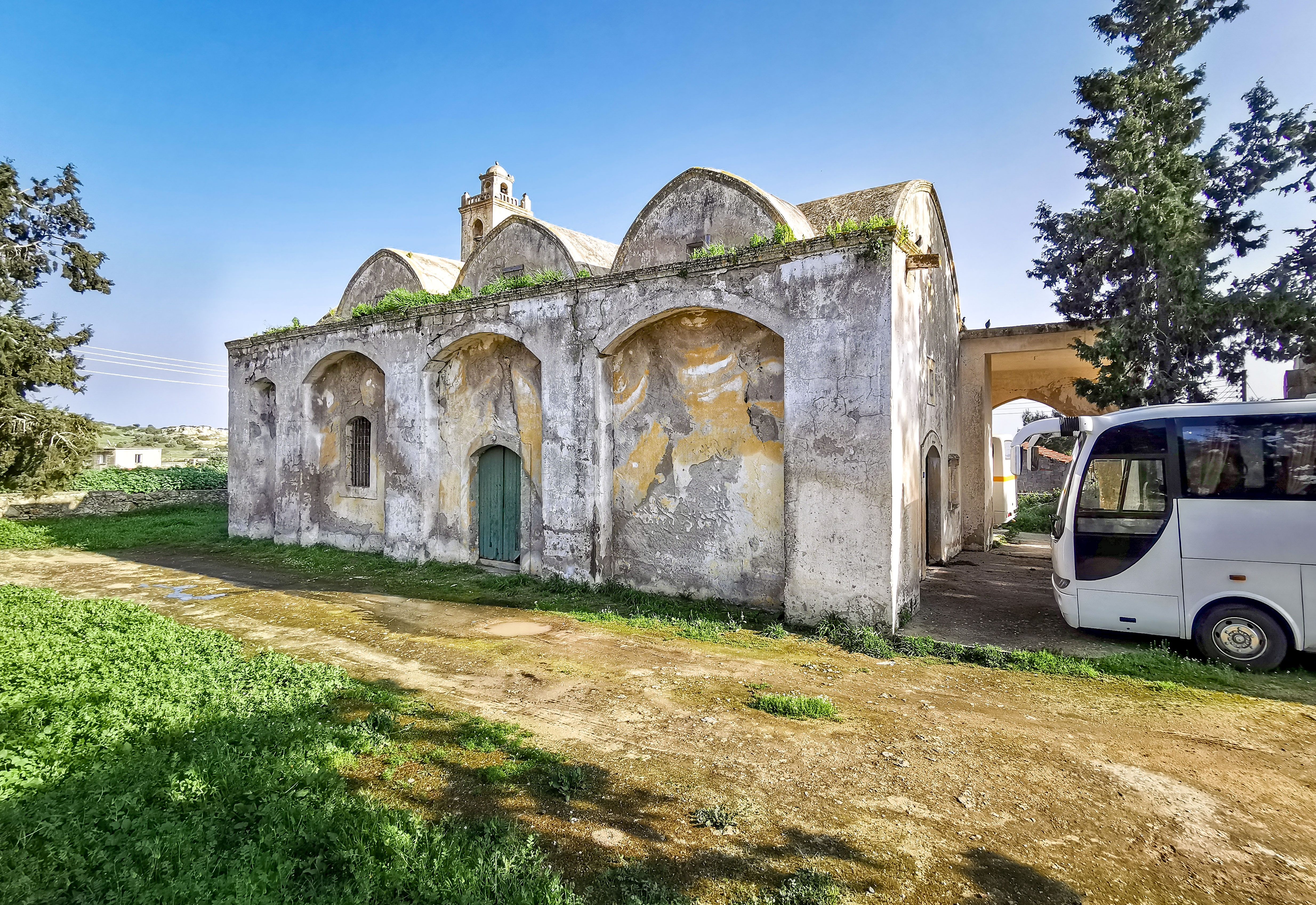
Chiesa russo-ortodossa abbandonata a Vokolida/Bafra

Vokolida era abitata da greci ciprioti prima dell'occupazione di Cipro nord da parte delle forze turche nel 1974. Il censimento del 1960 contava 337 greco-ciprioti, nel 1973 erano 336. La maggior parte fuggì nel sud dell'isola dopo l'invasione, 31 greco-ciprioti rimasero nel villaggio. Tuttavia, anche questi ultimi lasciarono la città, al più tardi nell'agosto 1976.
Oggi Bafra è abitata da turchi che sono emigrati sull'isola dal continente turco, dalle province di Adana, Osmaniye e Erzurum. Nel 1978, c'erano 146 turchi ciprioti, nel 1996 erano 290, nel 2006 il loro numero è salito a 514, e nel 2011 erano già 1.019.  Questa rapida crescita è legata alla costruzione di hotel nella regione, che ha portato molti lavoratori in città. Nel 2006, gli alberghi di Vokolida/Bafra avevano una capacità di 3.000 ospiti; il piano è di accoglierne 10.000.